# Traulia ornata
Traulia ornata är en insektsart som beskrevs av Tokuichi Shiraki 1910. Traulia ornata ingår i släktet Traulia och familjen gräshoppor.

## Underarter
Arten delas in i följande underarter:
- T. o. okinawensis
- T. o. ishigakiensis
- T. o. yonaguniensis
- T. o. ornata
- T. o. amamiensis
- T. o. chui
- T. o. iriomotensis